# Melting Walkmen
Melting Walkmen er et dansk post-punk/punk band, der blev dannet i 2008. Bandets inspiration og ikke mindst leadvokal rangerer fra Ian Curtis fra post-punk bandet Joy Division over regulær punk med inspiration fra den britiske scene anno 1977 til inspiration fra danske Fritz Fatal fra post-punk bandet Before, Steen Jørgensen fra hans tid i punkbandet Sods og Funder (Michael Thorlasius) fra goth-punkbandet ADS.
Melting Walkmen har både mere postpunkede sange såvel som regulære højenergiske punksange, omend bandet lader til at tone ned på sidstnævnte i deres nyere materiale.[kilde mangler]
Medlemmerne, der som genre-traditionen byder, kun oplyser deres fornavne, er: Patrick (vokal), Emil (Bas), Bjarke (Guitar), Simon (Trommer) og Magnus (Guitar).
Bandet har spillet en lang række koncerter, bl.a. til det stort anlagte arrangement "A Scream in the Dark". Har ofte spillet live med de danske post-punk bands Chainsaw Eaters og The City Kill.
Melting Walkmen var en del af Red Tape kollektivet, hvor bandets plader også udkom.

## Udgivelser
- Melting Walkmen/Chainsaw Eaters (2009)
- Why did you kill all those flowers? (2011)
- Vertigo-go (2016)

EP
- Dead On Arrival (2010) - EP
- Broken Glass EP (2012) - EP
- Daylight Savings (2018) - EP
- Pelikan (2020) - EP